# Stirling Moss
Sir Stirling Moss OBE (17. září 1929, Londýn, Spojené království – 12. dubna 2020, Londýn) byl britský pilot Formule 1, často nazývaný „největším pilotem F1, který se nikdy nestal světovým šampionem“. Moss závodil v letech 1948–1962, vyhrál 194 z 497 závodů, ve kterých startoval, z toho 16 velkých cen Formule 1.
V roce 1955 zvítězil ve slavném závodě Mille Miglia. Na téměř 1600 km dlouhé trati dosáhl průměrné rychlosti 160 km/h.

## Formule 1
- 1951 HWM-Alta – neumístil se, 0 bodů
- 1952 HWM-Altal, ERA Ltd, Connaught, – neumístil se, 0 bodů
- 1953 Connaught, Cooper – neumístil se, 0 bodů
- 1954 Maserati – 13. místo, 4,14 bodů
- 1955 Mercedes GP – 2. místo, 23 bodů
- 1956 Maserati – 2. místo, 27 bodů
- 1957 Maserati, Vanwall – 2. místo, 25 bodů
- 1958 Cooper, Vanwall – 2. místo, 41 bodů
- 1959 Cooper, BRM – 3. místo, 25,5 bodů
- 1960 Cooper, Lotus – 3. místo, 19 bodů
- 1961 Lotus, Ferguson – 3. místo, 21 bodů